# 福洞镇
福洞镇，是中华人民共和国吉林省延边朝鲜族自治州和龙市下辖的一个乡镇级行政单位。

## 行政区划
福洞镇下辖以下地区：
副阳社区、民兴社区、东新村、南阳村、民光村和福洞村。